# Caquetaia
Caquetaia es un género de peces de agua dulce perteneciente a la familia de los cíclidos. Comprende cuatro especies que se distribuyen en América Central y América del Sur. 

## Especies
- Caquetaia kraussii Steindachner, 1878
- Caquetaia myersi Schultz, 1944
- Caquetaia spectabilis Steindachner, 1875
- Caquetaia umbrifera Meek & Hildebrand, 1913